# عبد العزيز العنجري
عبد العزيز العنجري هو لاعب كرة يد كويتي سابق، شارك مع منتخب الكويت لكرة اليد في دورة الألعاب الأولمبية الصيفية 1980 التي أُقيمت في موسكو، ضمن أول مشاركة أولمبية للمنتخب الكويتي في هذه الرياضة.

## مشاركته في الألعاب الأولمبية
شارك العنجري ضمن صفوف المنتخب الكويتي في منافسات كرة اليد خلال أولمبياد موسكو 1980، حيث خاض المنتخب مباريات ضمن الدور التمهيدي، وكانت هذه المشاركة إنجازاً بارزاً في تاريخ كرة اليد الكويتية.

## روابط خارجية
- عبد العزيز العنجري - Olympedia